# Lajos Détári
Lajos Détári est un footballeur hongrois, né le 24 avril 1963 à Budapest, qui jouait au poste de milieu de terrain offensif devenu par la suite entraîneur.

## Biographie
Joueur élégant, au dribble déroutant et à la frappe fracassante, la carrière de Lajos semblait emprunter celle de ses glorieux prédécesseurs, mais elle va osciller entre triomphes et galères. En sélection par exemple, il comptera 61 sélections pour 13 buts, avec qui il n'a disputé que la Coupe du Monde 1986, où les Hongrois s'inclinent dès le premier tour contre l'URSS et la France, après des éliminatoires brillantes. D'ailleurs, à cette occasion, il marquera contre le Canada, le 6 juin 1986, le dernier but hongrois dans une grande compétition internationale jusqu'au but d'Ádám Szalai le 14 juin 2016, contre l'Autriche, lors de l'Euro 2016.
Promis au plus bel avenir à ses débuts en professionnel au Budapest Honvéd, où on falsifie quelques documents pour mentir sur son âge pour le faire débuter en équipe première plus tôt que prévu, en 1981, il glane tous les titres possibles, devenant même meilleur buteur du championnat à trois reprises et débutant en sélection le 22 août 1984 contre la Suisse. S'ensuit un transfert à l'Eintracht Francfort en 1987, où au bout d'une seule saison (il donne la victoire à son équipe en finale de la Coupe de RFA en 1988 d'un coup franc direct), il obtient un transfert retentissant à l'Olympiakos, alors que plusieurs grands clubs italiens le courtisait. Mais malgré des statistiques correctes (35 buts en championnat en deux saisons), il va connaitre deux saisons de galères en Grèce et signera bien en Italie en 1990, mais seulement à Bologne.
Mais il faudra attendre un prêt à Ancône en 1992 pour démontrer qu'il a conservé toutes ses qualités footballistiques, mais à presque de 30 ans et avec les résultats désastreux de sa sélection, sa carrière ne connaîtra pas de fin glorieuse. Il ne signera jamais dans un grand club. Il prend sa retraite au pays, en 2000, dans le club de Dunakeszi VSE, après avoir joué notamment en Suisse et en Autriche.

## Palmarès

### En club
- Champion de Hongrie en 1984, 1985 et 1986 avec le Budapest Honvéd
- Vainqueur de la Coupe de Hongrie en 1985 avec le Budapest Honvéd
- Vainqueur de la Coupe de RFA en 1988 avec l'Eintracht Francfort
- Vainqueur de la Coupe de Grèce en 1990 avec l'Olympakios
- Vice-Champion de Grèce en 1989 avec l'Olympakios

### Distinctions personnelles
- Meilleur buteur du Championnat de Hongrie en 1985 (18 buts), en 1986 (27 buts) et en 1987 (19 buts) avec le Budapest Honvéd
- Meilleur buteur du Championnat d'Autriche de Division 2 en 1997 avec le VSE St. Pölten